# Happy, a flúgos golfos
A Happy, a flúgos golfos (eredeti cím: Happy Gilmore) 1996-os amerikai sport filmvígjáték, melynek rendezője Dennis Dugan, producere Robert Simonds. A főszerepben Adam Sandler, Christopher McDonald és Julie Bowen látható. A forgatókönyvet Sandler és társírója, Tim Herlihy írta; a tavalyi Billy Madison – A dilidiák című film után ez a második közös munkájuk.
A filmet 1996. február 16-án mutatta be a mozikban a Universal Pictures. kereskedelmi szempontból sikeresen teljesített; a 12 millió dolláros költségvetéséből 39 millió dollárt hozott. Elnyerte az MTV Movie Awardsot a "Legjobb bunyó" kategóriában Adam Sandler és Bob Barker között.

## Cselekmény
Happy Gilmore egy sikertelen hokijátékos, akinek nincs célja az életben. A nagymamáját kilakoltatják a házából, mert nem fizette be az adóhátralékot, a barátnője pedig elhagyja. Bejut a profi golfturnéra, abban a reményben, hogy némi pénzt kereshet, hogy megmentse a nagymamája házát. A turné legjobb játékosa, Shooter McGavin azonban kihívást jelent számára.

## Szereplők
| Szerep          | Színész              | Magyar hang         |
| --------------- | -------------------- | ------------------- |
| Happy Gilmore   | Adam Sandler         | Rudolf Péter        |
| Shooter McGavin | Christopher McDonald | Csankó Zoltán       |
| Virginia Venit  | Julie Bowen          | Balázs Ágnes        |
| Gilmore nagyi   | Frances Bay          | Tolnay Klári        |
| Chubbs Peterson | Carl Weathers        | Melis Gábor         |
| Otto            | Allen Covert         | N/A                 |
| Doug Thompson   | Dennis Dugan         | Galbenisz Tomasz    |
| Önmaga          | Bob Barker           | Szoó György         |
| Donald          | Joe Flaherty         | Rosta Sándor        |
| Ápoló           | Ben Stiller          | Barabás Kiss Zoltán |

## A film készítése

### Szereplőválogatás
Christopher McDonald kétszer is visszautasította Shooter McGavin szerepét, mert belefáradt a gonosztevők alakításába, és több időt akart a családjával tölteni. Kevin Costnert megkeresték, de egy másik, 1996-os golf témájú vígjáték, a Fejjel a falnak kedvéért visszautasította, míg Bruce Campbell keményen lobbizott a szerepért. McDonald egy golfverseny megnyerése után kezdett el érdeklődni a szerep iránt, és miután találkozott Sandlerrel, úgy döntött, elvállalja. McDonald szerint Dugan „nem akarta újra látni a Bad Guy 101-et”, és szabadságot adott McDonaldnak, hogy improvizáljon a forgatáson.
Lundquist elmondása szerint a jeleneteit az elhagyott kórházban forgatták, amikor a gyártás befejeződött. Sandler New York-i egyetemi szobatársa, Jack Giarraputo minden felvételen Lundquist mellett ült, mivel Sandler azt akarta, hogy ő is szerepeljen a filmben. Lundquist 2016-ban azt nyilatkozta, hogy még mindig kap egy havi 34 dolláros csekket a Screen Actors Guildtől a filmben való szerepléséért.

### Forgatás
A forgatás 1995. július 6. és szeptember 1. között zajlott a kanadai Vancouverben (Brit Columbia).

## Bevétel
A film kereskedelmi sikert ért el, debütáló hétvégéjén 8,5 millió dolláros bevétellel a második helyen végzett az amerikai jegypénztáraknál, a Rés a pajzson mögött. 12 millió dollárból készült, és világszerte összesen 41,2 millió dollárt hozott, ebből 38,8 millió dollárt az észak-amerikai bevételekből.

## Fordítás
- Ez a szócikk részben vagy egészben  a   Happy Gilmore című angol Wikipédia-szócikk fordításán alapul.  Az eredeti cikk szerkesztőit annak laptörténete sorolja fel. Ez a jelzés csupán a megfogalmazás eredetét és a szerzői jogokat jelzi, nem szolgál a cikkben szereplő információk forrásmegjelöléseként.